# Thanasis Antetokounmpo
Athanasios Rotimi Antetokounmpo (em grego:  Αθανάσιος Ροτιμη Αντετοκούνμπο; Atenas, 18 de julho de 1992), é um jogador grego de basquete profissional que atualmente joga pelo Milwaukee Bucks da National Basketball Association (NBA).
Ele jogou no Filathlitikos da Grécia antes de ser selecionado na segunda rodada do draft da NBA de 2014 pelo New York Knicks. Ele jogou no Delaware 87ers e no Westchester Knicks da D-League, no MoraBanc Andorra da Liga ACB e no Panathinaikos da Grécia antes de voltar pra NBA e jogar nos Bucks.
Ele é o irmão mais velho de Giannis Antetokounmpo e Kostas Antetokounmpo.

## Início de carreira
Antetokounmpo começou a jogar basquete nas divisões de base do Filathlitikos em 2008. Em seguida, ele jogou com o time sênior do Filathlitikos na quarta (2010-11) e na terceira divisão grega (2011-12).

## Carreira profissional

### Filathlitikos (2011–2013)
Em 2012, Antetokounmpo iniciou sua carreira profissional no Filathlitikos, da segunda divisão grega, depois de jogar anteriormente com o clube nas ligas menores da Grécia. 
Durante a temporada da Segunda Divisão Grega de 2012-13, ele teve médias de 12,2 pontos, 4,9 rebotes, 1,0 assistências, 1,1 roubadas de bola e 1,0 bloqueios. Ele foi selecionado pelos treinadores para jogar no All-Star Game de 2013 como participante especial, apesar de não ter sido realmente selecionado como All-Star.
Depois de se declarar para o draft da NBA de 2013, ele se retirou do draft em 17 de junho de 2013, juntamente com outros 17 jogadores, no dia do prazo de retirada. Ele havia entrado no draft com seu irmão mais novo, Giannis.
Ele jogou quatro jogos pelo Filathlitikos na Segunda Divisão Grega em 2013-14. Em 19 de outubro de 2013, em uma partida contra o Ermis Lagkada, ele registrou 15 pontos, 8 rebotes, 1 assistência e 1 roubo de bola na vitória de 76-69.

### Delaware 87ers (2013–2014)
Em 1 de novembro de 2013, Antetokounmpo foi selecionado pelo Delaware 87ers como a nona escolha geral no draft da D-League de 2013.
Em 23 de novembro de 2013, em sua estreia na D-League, Antetokounmpo registrou 14 pontos, 2 rebotes e 2 assistências em uma derrota de 117-106 para o Canton Charge.
Durante a temporada de 2013-14 da D-League, ele teve médias de 12,0 pontos, 4,3 rebotes, 2,1 assistências, 1,2 roubadas de bola e 1,3 bloqueios em 50 jogos (42 jogos como titular). Em 1 de maio de 2014, ele foi nomeado para a Terceira-Equipe Defensiva da D-League de 2014.

### Westchester Knicks (2014–2016)

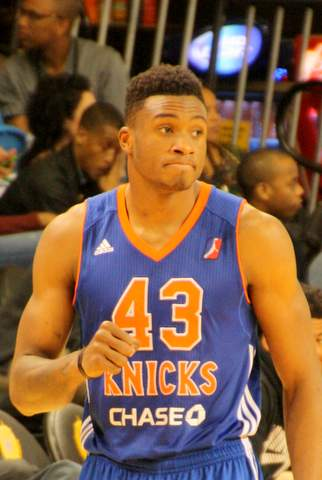
Antetokounmpo com o Westchester Knicks em janeiro de 2016

Em 26 de junho de 2014, Antetokounmpo foi selecionado pelo New York Knicks como a 51ª escolha geral no draft da NBA de 2014. Mais tarde, ele se juntou aos Knicks na Summer League de 2014, onde teve média de 3,0 pontos e 1,8 rebotes em cinco jogos. 
Em 3 de novembro de 2014, ele foi adquirido pelo Westchester Knicks. Em 22 de abril de 2015, ele foi nomeado para a Segunda-Equipe Defensiva da D-League de 2015. Em 47 jogos (todos como titular) pelo Westchester, ele teve médias de 13,9 pontos, 6,2 rebotes, 1,7 assistências, 1,7 roubadas de bola e 1,7 bloqueios.
Em julho de 2015, Antetokounmpo voltou ao New York Knicks para a Summer League de 2015, onde obteve médias de 6,4 pontos, 1,8 rebotes e 1,2 bloqueios em cinco jogos. 
Em 7 de agosto de 2015, ele assinou com os Knicks mas foi dispensado pela equipe em 23 de outubro, depois de jogar em três jogos da pré-temporada. Mais tarde naquele mês, ele voltou ao Westchester Knicks.

### New York Knicks (2016)
Em 29 de janeiro de 2016, ele assinou um contrato de 10 dias com o New York Knicks. Ele fez sua estreia na NBA naquela noite, marcando dois pontos em dois minutos contra o Phoenix Suns.
Em 8 de fevereiro, Nova York decidiu não renovar seu contrato e, no dia seguinte, ele retornou a Westchester.

### Andorra (2016–2017)
Em 8 de agosto de 2016, Antetokounmpo assinou com o MoraBanc Andorra da Liga ACB.
Ele desempenhou um papel fundamental, pois sua equipe se classificou pela primeira vez em 22 anos aos playoffs da Liga ACB, onde foram eliminados nas quartas de final pelo Real Madrid. Ele teve médias de 7,3 pontos e 3,8 rebotes durante a temporada regular, antes de aumentar sua contribuição para 12,7 pontos e 4,7 rebotes nos playoffs. 
A revista espanhola de basquete Gigantes del Basket premiou Antetokounmpo com o "Top 5 Trophy" de 2017, que vai para o "Jogador Mais Espetacular do Ano". da Liga ACB.

### Panathinaikos (2017–2019)
Em 11 de julho de 2017, Antetokounmpo retornou à Grécia e assinou um contrato de dois anos com o Panathinaikos.
Ele foi nomeado MVP do All-Star Game de 2018. Em junho de 2018, Antetokounmpo venceu a Liga Grega com o Panathinaikos, depois de vencer o Olympiacos na final após uma série de cinco jogos. Ele foi nomeado o Jogador Mais Espetacular da Liga Grega na temporada de 2017-18. 
Em 17 de fevereiro de 2019, ele ganhou o título da Copa da Grécia depois que o Panathinaikos derrotou o PAOK por 79-73 na final em Creta. Em 14 de junho de 2019, Antetokounmpo foi coroado campeão da Liga Grega pelo segundo ano consecutivo, depois de varrer o Promitheas nas finais da liga.

### Milwaukee Bucks (2019–Presente)
Em 16 de julho de 2019, Antetokounmpo assinou um contrato de 2 anos e US$3.1 milhões com o Milwaukee Bucks, reunindo-se com seu irmão Giannis, e se tornando o segundo par de irmãos dos Bucks, depois de Brook e Robin Lopez.
Em 20 de julho de 2021, Antetokounmpo venceu as Finais da NBA de 2021 com o Milwaukee Bucks. Thanasis perdeu os Jogos 5 e 6 das finais depois de entrar no protocolo de COVID-19 da NBA.
Em 13 de agosto de 2021, Antetokounmpo renovou com os Bucks por um contrato de dois anos e US$3.6 milhões. Em 10 de abril de 2022, ele registrou 27 pontos, 5 rebotes, 2 assistências e 1 bloqueio na derrota de sua equipe por 115-133 para o Cleveland Cavaliers.
Em 30 de março de 2023, durante uma derrota por 140-99 para o Boston Celtics, Antetokounmpo se envolveu em uma briga com o ala do Celtics, Blake Griffin. Antetokounmpo foi expulso do jogo após dar uma cabeçada em Griffin. Dois dias depois, a NBA suspendeu Antetokounmpo por um jogo sem pagamento devido ao incidente.
Em 28 de julho de 2023, Antetokounmpo renovou com os Bucks por um contrato de um ano e US$ 2.3 milhões. Um clipe dele executando um movimento "Shammgod" viralizou nas redes sociais durante um jogo contra o Charlotte Hornets em 10 de fevereiro de 2024. Ele jogou em 34 partidas pelo Milwaukee durante a temporada de 2023-24, registrando um total de 32 pontos. Em 8 de maio de 2024, foi anunciado que Antetokounmpo precisaria de cirurgia após sofrer uma ruptura do tendão de Aquiles.

## Carreira na seleção
Em 3 de maio de 2016, Antetokounmpo foi incluído na lista preliminar da Seleção Nigeriana para as Olimpíadas de 2016. Ele recusou a oferta, optando por jogar com a Seleção Grega. Em seguida, foi selecionado para a lista de 12 jogadores da Grécia para o Torneio Pré-Olímpico de 2016 em Turim, onde teve médias de 7,3 pontos e 1,7 rebotes.
Antetokounmpo representou a Grécia no EuroBasket de 2017 e teve médias de 6,1 pontos e 1,9 rebotes. Durante as Eliminatórias da Copa do Mundo de 2019, ele teve médias de 8,8 pontos e 1,8 rebotes. Na Copa do Mundo, ele contribuiu com 6,0 pontos e 1,4 rebotes.
Ele então jogou com a Grécia no EuroBasket de 2022, onde teve médias de 3,0 pontos e 1,6 rebotes. Representando a Grécia nas Eliminatórias da Copa do Mundo de 2023, ele teve médias de 9,5 pontos e 3,0 rebotes. Ele também fez parte da equipe grega na Copa do Mundo e teve médias de 3,8 pontos e 3,0 rebotes.

## Estatísticas

### NBA

#### Temporada regular
| Ano      | Equipe    | PJ  | PT | MPJ | AP   | 3P   | LL   | RT  | AS | BR | TO | PPJ |
| -------- | --------- | --- | -- | --- | ---- | ---- | ---- | --- | -- | -- | -- | --- |
| 2015–16  | New York  | 2   | 0  | 3.0 | .750 | .000 | .000 | .5  | .0 | .0 | .0 | 3.0 |
| 2019–20  | Milwaukee | 20  | 2  | 6.5 | .500 | .000 | .412 | 1.2 | .8 | .4 | .1 | 2.8 |
| 2020–21  | Milwaukee | 57  | 3  | 9.7 | .489 | .241 | .510 | 2.2 | .8 | .4 | .2 | 2.9 |
| 2021–22  | Milwaukee | 48  | 6  | 9.9 | .547 | .143 | .630 | 2.1 | .5 | .3 | .3 | 3.6 |
| 2022–23  | Milwaukee | 37  | 0  | 5.6 | .435 | .000 | .500 | 1.2 | .4 | .1 | .1 | 1.4 |
| 2023–24  | Milwaukee | 34  | 0  | 4.6 | .533 | .000 | .000 | .4  | .5 | .2 | .1 | .9  |
| Carreira | Carreira  | 198 | 11 | 6.5 | .542 | .064 | .342 | 1.2 | .5 | .2 | .1 | 2.4 |

#### Playoffs
| Ano      | Equipe    | PJ | PT | MPJ | AP   | 3P | LL   | RT | AS | BR | TO | PPJ |
| -------- | --------- | -- | -- | --- | ---- | -- | ---- | -- | -- | -- | -- | --- |
| 2021     | Milwaukee | 13 | 0  | 3.5 | .286 | —  | .833 | .8 | .2 | .4 | .2 | .7  |
| 2022     | Milwaukee | 8  | 0  | 2.5 | .667 | —  | .333 | .5 | .1 | .1 | .0 | .6  |
| 2023     | Milwaukee | 2  | 0  | 2.6 | —    | —  | —    | .0 | .0 | .0 | .0 | .0  |
| 2024     | Milwaukee | 2  | 0  | 2.4 | —    | —  | —    | .0 | .0 | .5 | .5 | .0  |
| Carreira | Carreira  | 25 | 0  | 2.7 | .476 | —  | .583 | .3 | .0 | .2 | .1 | .3  |

### EuroLeague
| Ano      | Equipe        | PJ | PT | MPJ  | AP   | 3P   | LL   | RT  | AS | BR | TO | PPJ |
| -------- | ------------- | -- | -- | ---- | ---- | ---- | ---- | --- | -- | -- | -- | --- |
| 2017–18  | Panathinaikos | 33 | 26 | 11.3 | .528 | .286 | .583 | 2.2 | .4 | .3 | .3 | 3.6 |
| 2018–19  | Panathinaikos | 29 | 9  | 12.1 | .593 | .318 | .448 | 1.8 | .3 | .7 | .3 | 4.2 |
| Carreira | Carreira      | 62 | 35 | 11.7 | .560 | .302 | .515 | 2.0 | .3 | .5 | .3 | 3.9 |

Fonte:

## Prêmios e Homenagens
- Campeão da NBA: 2021

## Vida pessoal

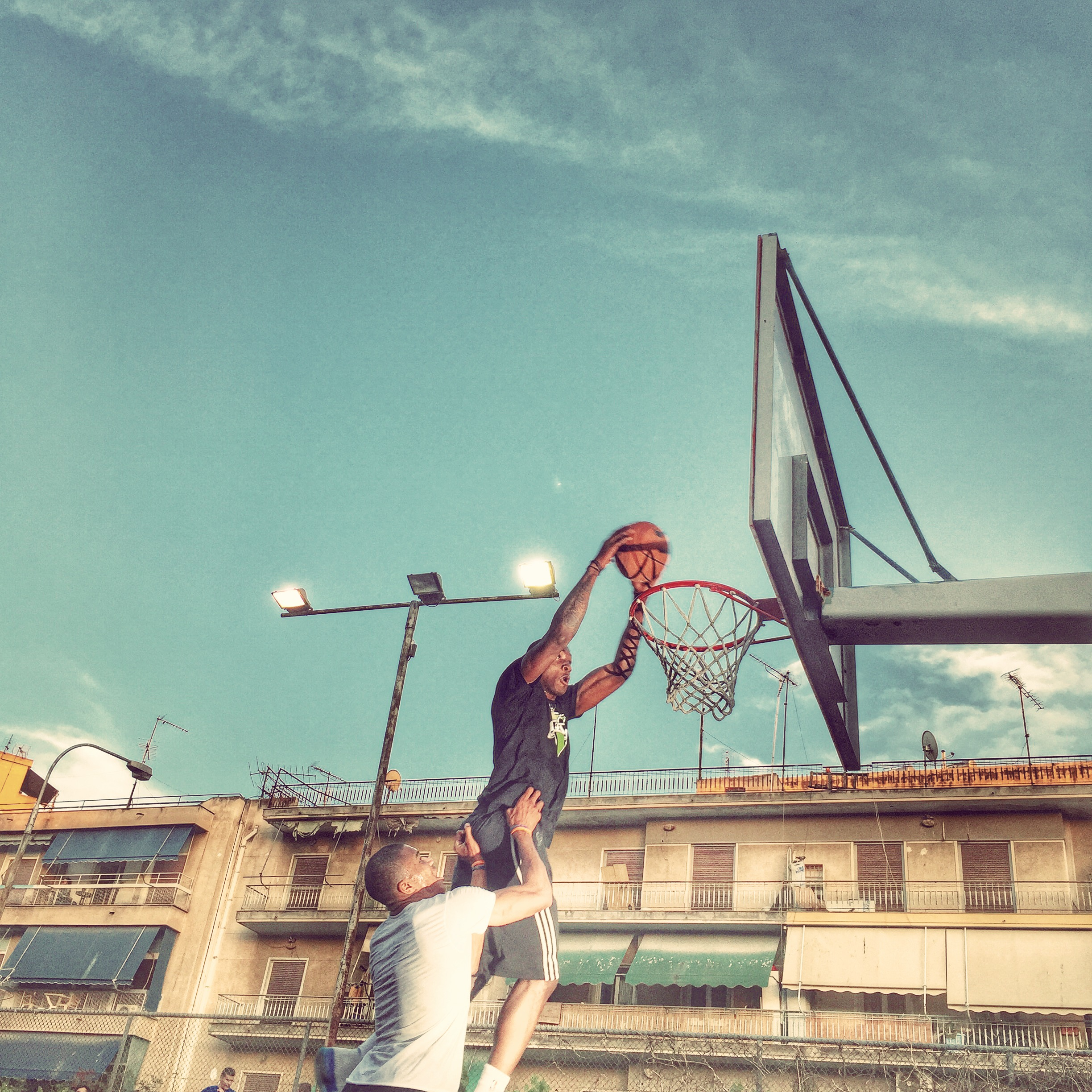
Giannis e Thanasis jogando basquete em uma quadra local em Atenas.

Antetokounmpo nasceu em Atenas, Grécia, de pais nigerianos, e cresceu no bairro de Sepolia. Seu falecido pai, Charles, foi um ex-jogador de futebol, enquanto sua mãe, Veronica, é uma ex-saltadora em altura. Seus pais são de diferentes grupos étnicos nigerianos: Charles era Iorubás e Veronica é Ibos. Ele obteve oficialmente a cidadania grega em 9 de maio de 2013, com a grafia oficial de seu sobrenome sendo Antetokounmpo. Seu irmão mais velho, Francis, é um jogador profissional de futebol.

Seu irmão mais novo, Giannis Antetokounmpo, foi escolhido como a 15ª escolha geral no draft da NBA de 2013 pelo Milwaukee Bucks. Como Giannis é conhecido como "The Greek Freak", Thanasis às vezes era referido como "Greek Freak 2", embora seu próprio apelido fosse "The Greek Streak". Além disso, ele também é o irmão mais velho de Kostas e Alex. A mãe de Antetokounmpo deu a cada um de seus quatro filhos nascidos na Grécia, tanto um nome grego quanto um nigeriano. Kostas jogou na NBA pelo Dallas Mavericks e Los Angeles Lakers, e também em vários clubes da EuroLeague. Alex também jogou basquete profissionalmente na G-League e na Europa. Giannis creditou seu desenvolvimento e criação a Thanasis, que foi um catalisador para ele se interessar pelo basquete.